# Castillejo de Martín Viejo
Castillejo de Martín Viejo – gmina w Hiszpanii, w prowincji Salamanka, w Kastylii i León, o powierzchni 155,67 km². W 2011 roku gmina liczyła 250 mieszkańców.